# RUD Ketten
RUD Ketten este o companie germană producătoare de lanțuri antiderapante.
Compania a fost fondată de către Carl Rieger și Friedrich Dietz în anul 1875.
Compania este prezentă și în România din anul 2003, având o unitate de producție la Sibiu.